# Podlesí (přírodní rezervace)
Přírodní rezervace Podlesí byla vyhlášena roku 1993 a nachází se u vsi Býkovice na území CHKO Blaník. Důvodem ochrany je mokřadní louka s řadou významných vlhkomilných druhů rostlin, hojný výskyt obojživelníků.
Je zde evropsky významná lokalita v rámci evropské soustavy chráněných území Natura 2000.
V rašelinách rostou četné ohrožené a chráněné druhy jako hadí mord nízký (Scorzonera humilis), vachta trojlistá (Menyanthes trifoliata), prstnatec májový (Dactylorhiza majalis) či tolije bahenní (Parnassia palustris). V odvodňovacích stružkách byl prokázán výskyt kriticky ohroženého rozchodníku huňatého (Sedum villosum). Na písčitém dně letněných rybníků se nachází silně ohrožená puchýřka útlá (Coleanthus subtillis). Rybníky a louky v okolí jsou domovem řady druhů hmyzu, mj. většího množství vzácných druhů brouků – tesaříků, nosatců a drabčíků.
Z četných druhů obojživelníků žije v rezervaci také jinak vzácná blatnice skvrnitá (Pelobates fuscus). Z ptáků hnízdí v oblasti např. moták pochop (Circus aeruginosus) či kopřivka obecná (Anas strepera), na tahu se zde vzácně zastaví pisík obecný (Actitis hypoleucos) a sluka lesní (Scolopax rusticola).

## Lokalita

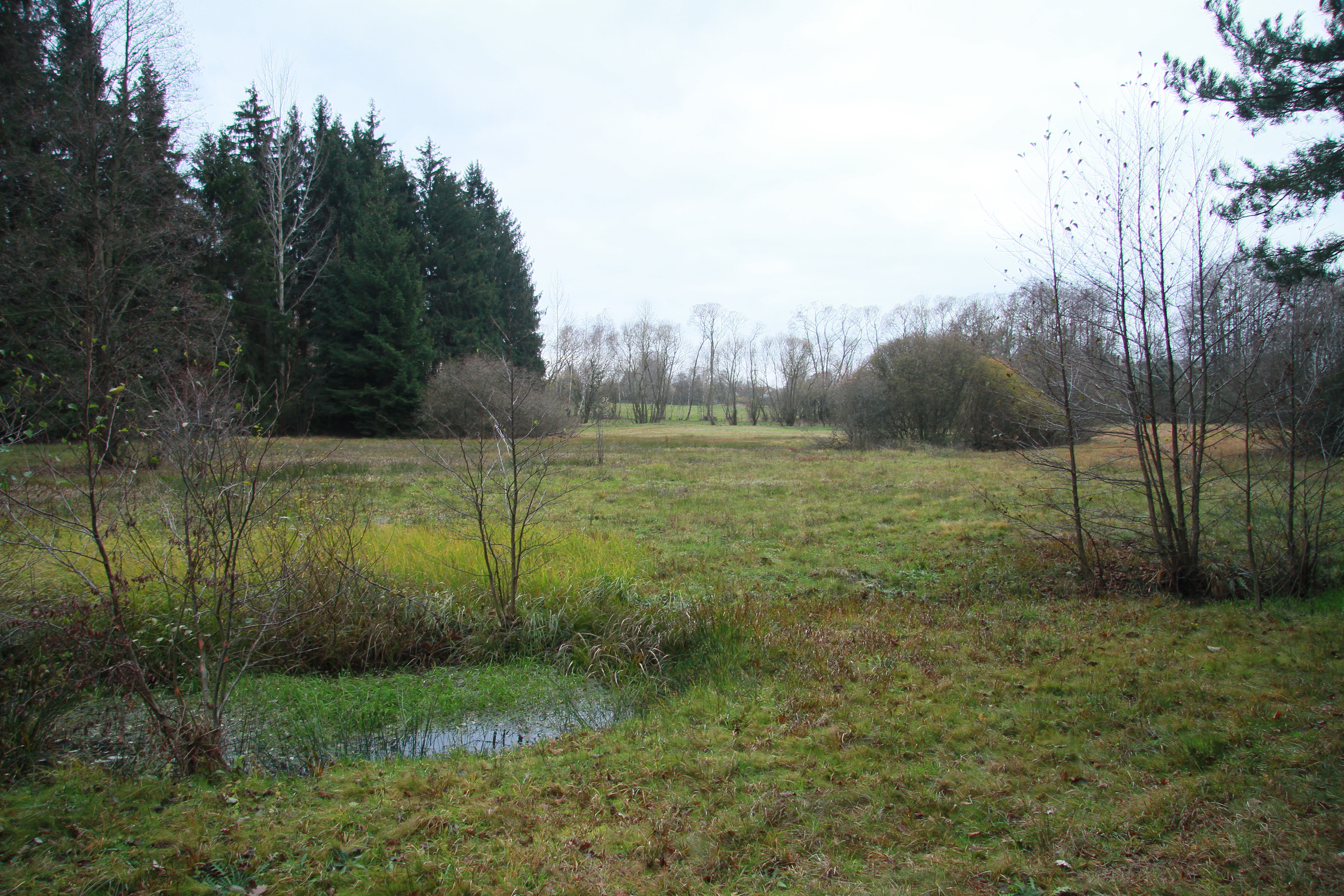
Typické náletové dřeviny rezervace

Přírodní rezervace Podlesí leží jižně od vrcholu Malý Blaník (580 m n. m.) a severně od obce Býkovice, rezervace je součástí nejmenší chráněné krajinné oblasti v České republice, kterou je CHKO Blaník (rozloha 40,31 km²).
Rezervace o rozloze 9,6 ha se nachází ve Středočeském kraji, v okrese Benešov a katastrálně spadá pod obec Býkovice u Louňovic.
Území PR Podlesí sestává z rašelinných a mokřadních luk, jeho hranice jsou pak tvořeny přilehlými rybníky, Velký a Malý Býkovický rybník, jež jsou v místními přezdívány na Jordán a Jordánek. Přírodní rezervace je rozdělena asfaltovou silnicí vedoucí do Býkovic na dvě části, z nichž do jedné spadají právě ony zmíněné rybníky, druhá je tvořena rašeliništěm zahrnujícím uměle vybudované tůňky. Území je rovinatého až lehce svažitého rázu s nadmořskou výškou 474 – 486 m a protéká jím Býkovický potok, který zde v horní části rezervace i pramení, následně se vlévá do Velkého Býkovického rybníka 

## Historie
Původní využití oblasti bylo pravděpodobně pouze jako zdroj steliva a za tímto účelem byla louka opakovaně sečena. Z tohoto důvodu zde byl vybudován systém stružek pro lepší regulaci vody. Od tohoto obhospodařování bylo později upuštěno. Dne 28. dubna 1993 byla Správou CHKO Blaník na území zřízena přírodní rezervace. Do tohoto roku nebyla vstavačová louka nijak pravidelně sečena a bez dalších lidských zásahů se tak vyvíjela přirozeným způsobem jako např. zarůstáním nálety dřevin. Na rozdíl od toho byly ostatní okolní zemědělské pozemky obohacovány minerálními hnojivy a díky srážkovému splachu se dostávaly přidané látky do přilehlých rybníků.
Území bylo využíváno především z pohledu rybníkářství, kdy obě vodní nádrže sloužily jako kapří plůdkové rybníky. Doby intenzivního rybníkářského hospodaření připomíná betonová manipulační plocha pro rybáře na okraji Velkého Býkovického rybníka. Období, kdy byly rybníky takto využívány, se také vyznačuje specifickou snahou o zvýšení výnosnosti a to nejen vápněním, ale i minerálním přihnojováním superfosfátem, ledkem a chlévskou mrvou. Rybí obsádky byly během celého roku i přikrmovány, což mělo značně neblahý důsledek na toto území jako na celek. V přítomnosti není na Malém Býkovickém rybníku rybářské hospodaření prováděno, výskyt druhů ryb je sledován a pokud jsou objeveny nepůvodní druhy, je rybník následně vypuštěn a sloven. Zatímco na Velkém Býkovické rybníku je hospodaření extenzivní, kdy je zavrženo jakékoliv přihnojování či přikrmování a udržována rybí obsádka s hlavními zástupci – kapr obecný (Cyprinus carpio), lín obecný (Tinca tinca) a jelec tloušť (Leuciscus cephalus).

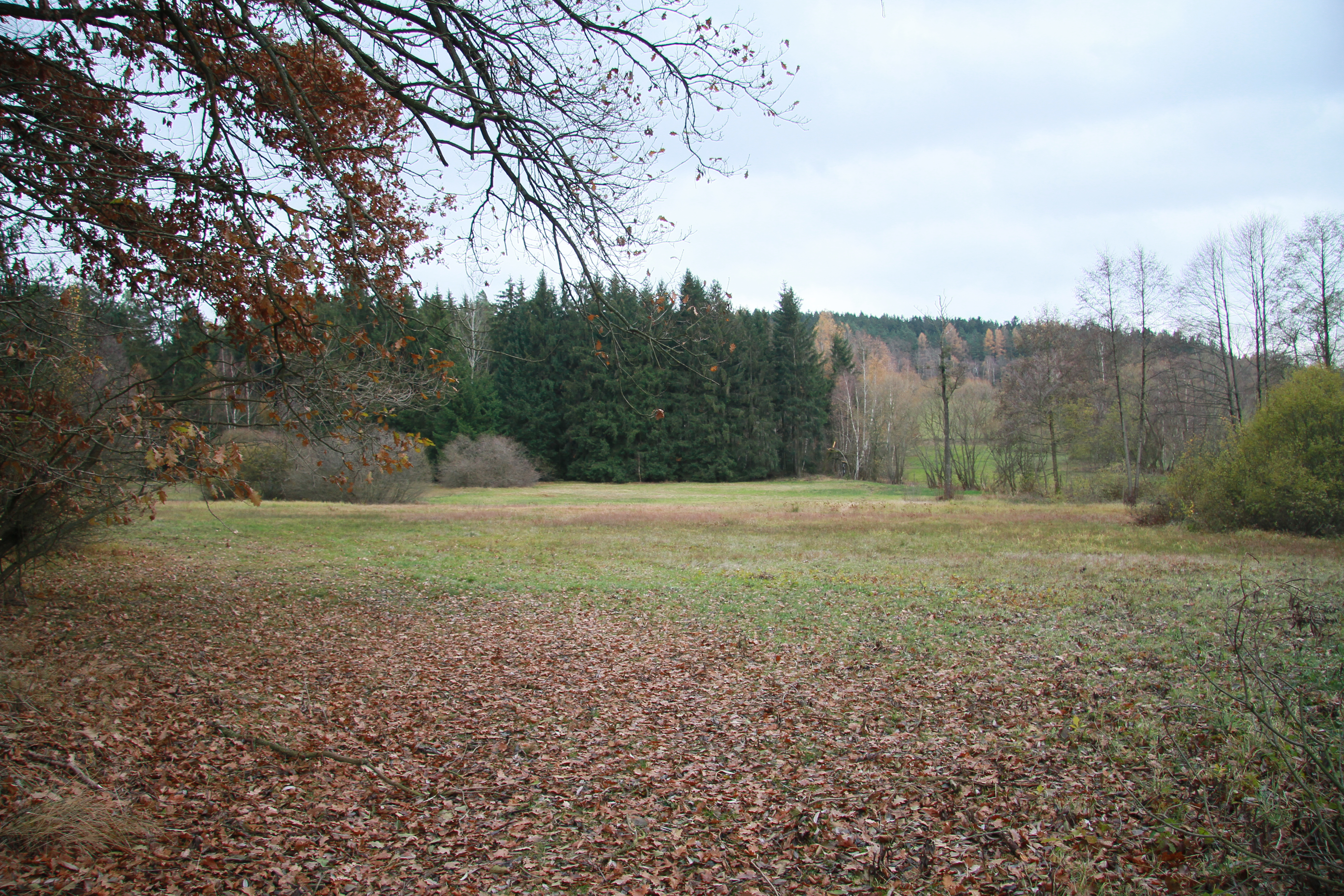
Mokřadní louka PR Podlesí

## Přírodní podmínky

### Geologie a pedologie
Území leží na horninovém podloží biotické dvojslídné pararuly, což je metamorfovaná hornina českého moldanubika v místě holocenních náplavů. Oblast je součástí Vlašimské pahorkatiny.
Na loukách se nachází podmáčená jílovitá půda, místy s vrchní vrstvou rašelinového původu – tzv. humolity. Půdním typem jsou zde gleje a kyselé kambizemě.

### Klima
PR patří do oblasti mírně teplé a suché, která se vyznačuje delším létem a kratší zimou s krátkodobou přítomností sněhové pokrývky. Přechody mezi těmito obdobími také nejsou nijak extrémní. Průměrné roční srážky činí až 650 mm. Délka vegetačního období je zde kolem 150 dní, při průměrné roční teplotě 7,5 °C.

### Hydrologie
Hydrologické podmínky rašelinné louky zde udává Býkovický potok, který pramení na východní části a protéká skrz celé území. Následně se vlévá do Velkého Býkovického rybníka, který je hrází oddělen od třetí vodní plochy této rezervace - Malého Býkovického rybníka.

### Fauna
Tůňky jsou, díky podmínkám, které poskytují, ideálním místem pro rozmnožování nejrůznějších druhů hmyzu, zejména vážek a obojživelníků. Tyto tůně zde byly uměle vytvořeny původně pro zástupce žab, ale své útočiště si zde našly i vážky, vodní brouci a další druhy hmyzu. Louka představuje perspektivní útočiště pro evropsky významného plže vrkoče útlého (Vertigo angustior), jehož výskyt zde byl potvrzen roku 2000.
V okolí rybníků můžeme nalézt několik stabilně se vyskytujících druhů obojživelníků jako je například kuňka obecná (Bombina bombina) nebo čolek velký (Triturus cristatus), který je zároveň dle červeného seznamu ČR řazen mezi ohrožené druhy. Vyskytuje se zde i populace blatnice skvrnité (Pelobates fuscus). Území je významné hlavně díky výskytu několika druhů vážek, mezi kterými je i evropsky významná vážka jasnoskvrnná (Leucorrhinia pectoralis).(8)

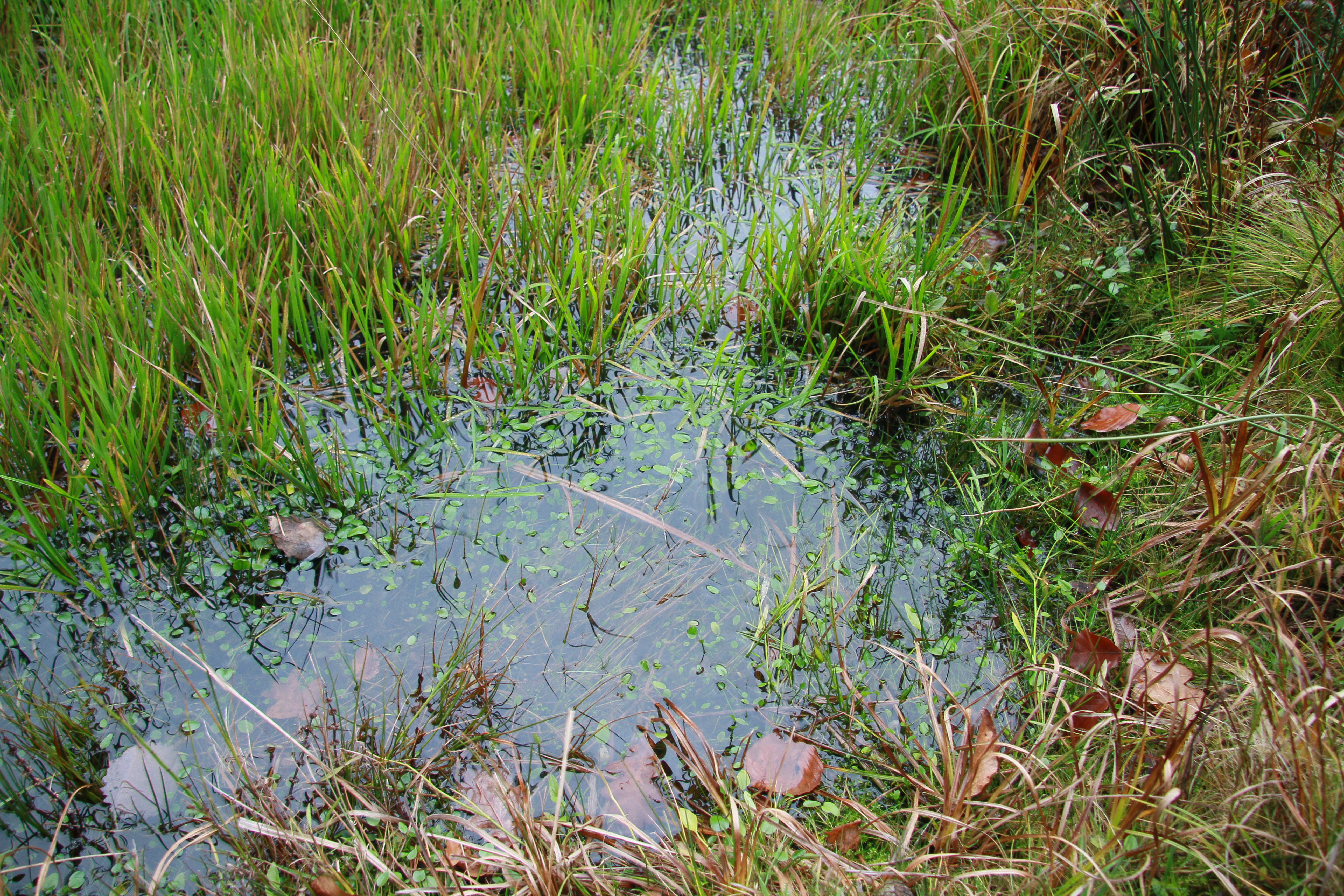
Tůně slouží jako ideální místo pro rozmnožování mnoha druhů obojživelníků a hmyzu

V přilehlém okolí vodních ploch můžeme narazit na vzácné druhy brouků (nosatci, drabčíci, tesaříci a mandelinky). Rybníky i díky svému orobincovému porostu lákají po celý rok zástupce mnoha druhů vodního ptactva, nejčastěji se zde můžeme setkat s hnízdícím motákem pochopem (Circus aeruginosus) nebo kopřivkou obecnou (Anas strepera).

### Flora
Jednu z nejcennějších oblastí přírodní rezervace, typická mokřadní louka, nalezneme ve východní části rašeliniště. V oblastech, kde je louka nejvíce zamokřená, bychom měli narazit na menší populace rosnatky okrouhlolisté (Drosera rotundifolia), které ale v posledních letech nebyly potvrzeny. Na krajích odvodňovacích kanálků roste kriticky ohrožený rozchodník huňatý (C1) (Sedum villosum), jehož zastoupení je historicky vázáno na obhospodařování luk.
Uprostřed louky se nacházejí nevápnité mechové slatiniště svazu Caricion fuscae. Nejhojnějšími druhy tohoto území jsou suchopýr úzkolistý (Eriophorum angustifolium), suchopýr širolistý (Eriophorum latifolium) a violka bahenní (Viola palustris). Velmi hojně se zde vyskytuje populace prstnatce májového (Dactylorhiza majalis), z ohrožených a vzácnějších druhů je k vidění vachta trojlistá (Menyanthes trifoliata), tolije bahenní (Parnassia palustris), starček potoční (Tephroseris crispa). Dalším významným druhem jsou ostřice, z jejich zástupců se zde můžeme setkat s ostřicí hartmanovou (Carex hartmanii), ostřicí obecnou (C. nigra), ostřicí prosovou (C. panicea) a ostřicí zobánkatou (C. rostrata).

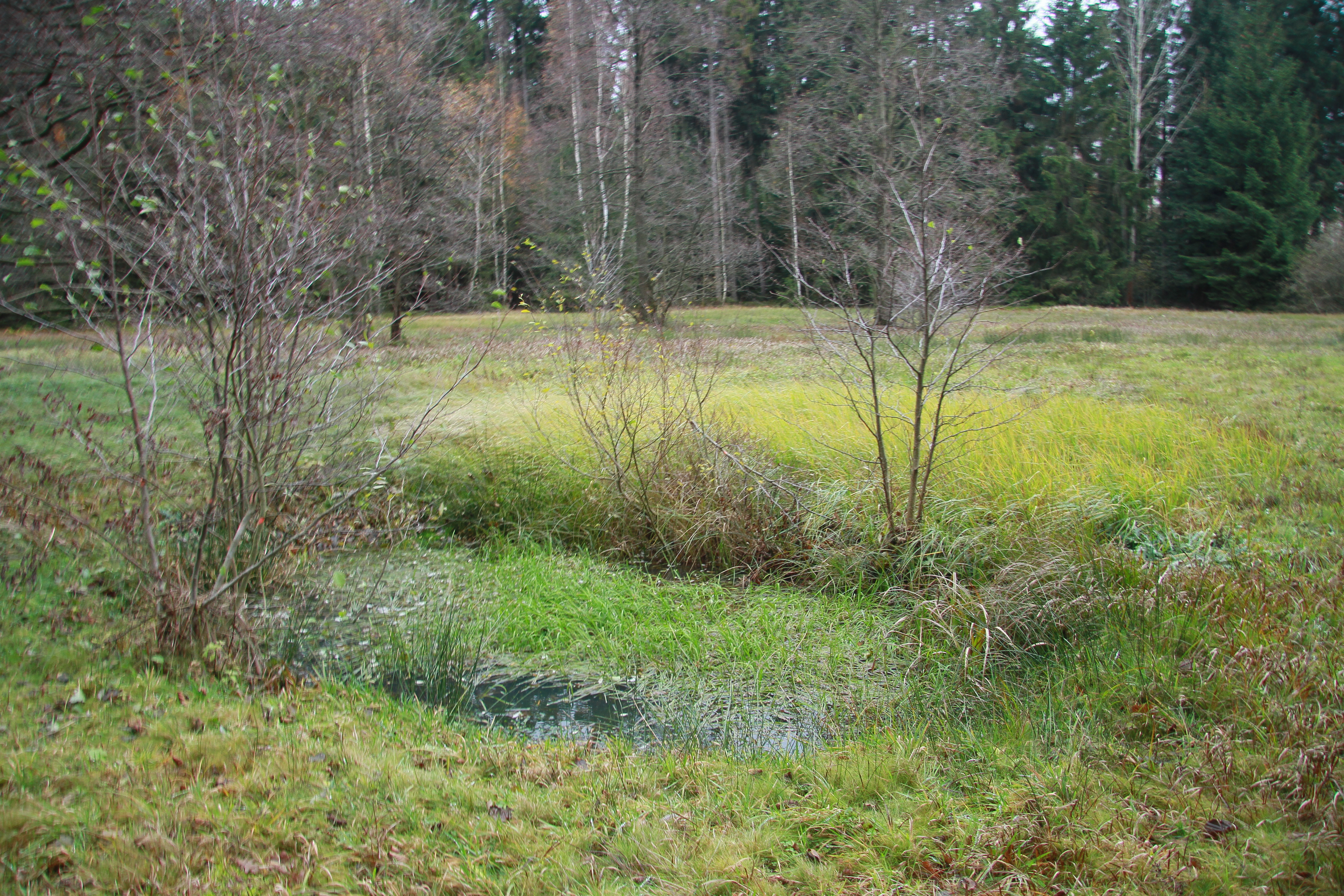

Vrby rozmarýnolisté (Salix rosmarinifolia) nejsou na tomto území původní a byly na louku umístěny dosadbou, stejně tak i jalovec obecný (Juniperus communis).
Okraje a východní část se postupně přeměňují na vlhkou pcháčovou louku (svaz Calthion), která se vyznačuje zástupci druhů bylinného patra jako je skřípina lesní (Scirpus sylvaticus), pcháč bahenní (Cirsium palustre), pcháč zelinný (C. oleraceum) a blatouch bahenní (Caltha palustris), travinné spektrum je zde reprezentováno hlavně třeslicí prostřední (Briza media), medyňkem vlnatým (Holcus lanatus) a ostřicí obecnou (Carex nigra).
V louce jsou rozmístěné uměle vybudované tůně s makrofytní vegetací mělkých stojatých vod svazu Ranunculion aquatilis.
Velký a zejména Malý Býkovnický rybník jsou charakteristickými eutrofními a mezotrofními stojatými vodami s makrofytní vegetací.
V litorálním pásmu Velkého Býkovického rybníka se nachází pobřežní vegetace eutrofních stojatých vod, která zahrnuje pás rákosin, který kompletně lemuje pobřeží a je nejsilněji vyvinutý v horní třetině rybníka. Převažuje zde zejména orobinec širolistý (Typha latifolia) a méně častý kosatec žlutý (Iris pseudacorus). Oproti tomu je pobřežní vegetace Malého Býkovického rybníka velmi členěna, se zastoupením především přesličky poříční (Equisetum fluviatile) a zevarem vzpřímeným (Sparganium erectum).
Nejvýznamnějším zástupcem písčitého dna letněných rybníků je silně ohrožená (dle červeného seznamu ČR – C3 ) puchýřka útlá (Coleanthus subtillis), které vyhovují právě rybníky s pravidelně snižující se vodní hladinou.

## Ochrana a management
Přírodní rezervace Podlesí byla vyhlášena 14. května roku 1993 jako součást 1. zóny Chráněné krajinné oblasti Blaník. Hlavním předmětem ochrany je zachování mokřadní lokality se specifickými rostlinnými a živočišnými ekosystémy a udržení či zvýšení jejich početnosti. 

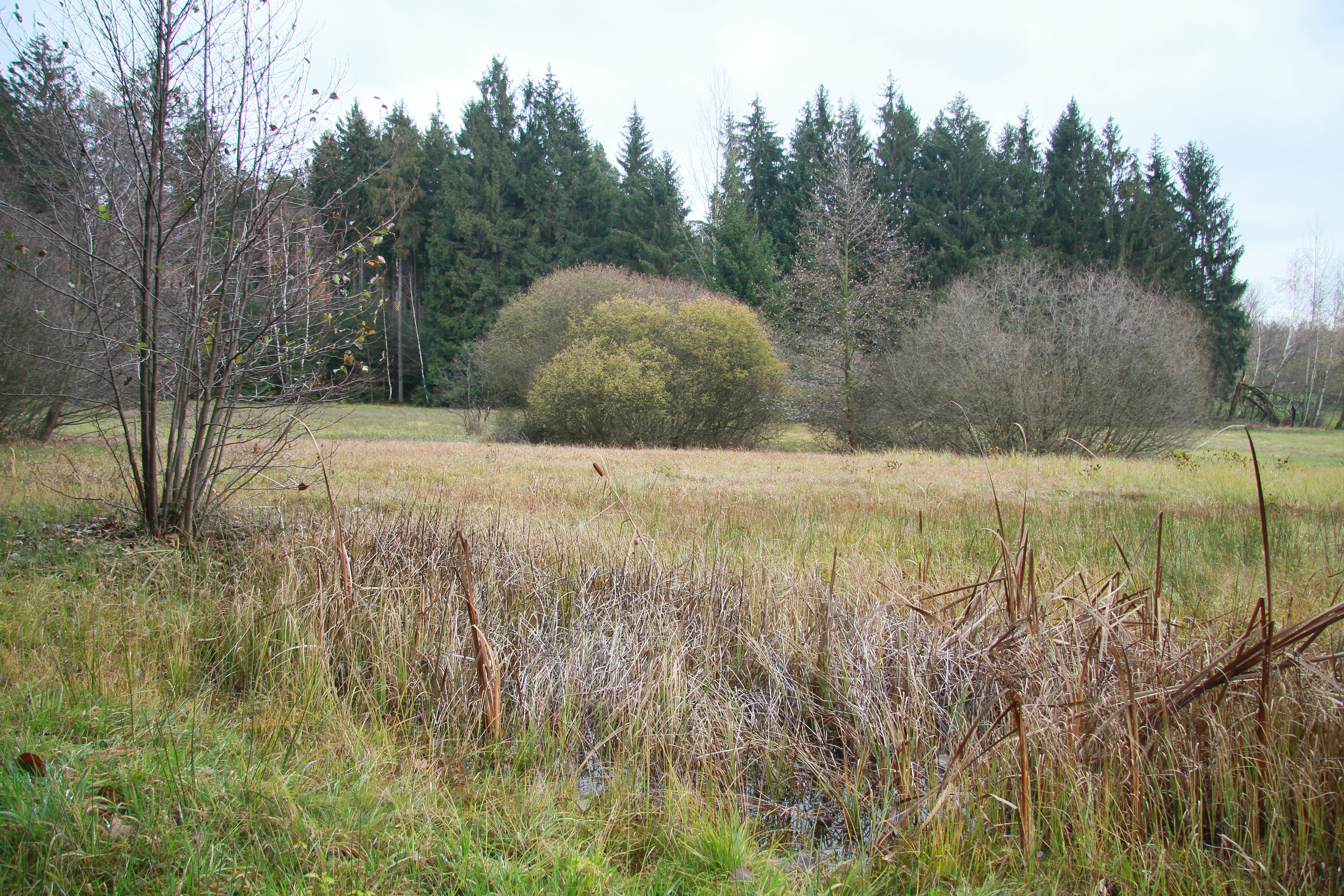
Uměle vytvořená tůň

Mezi hlavní environmentální hrozby patří silniční komunikace protínající celé území. Dále má neblahý vliv na ekosystémy i blízkost obce Býkovice a koupání místních obyvatel ve zmíněných rybnících. Sešlap pobřežní vegetace vodních ploch je ovšem vnímán jako pozitivní důsledek návštěvnosti rybníka, díky němuž dochází k omezení rozmachu vysoké vegetace orobince, jehož rozšiřování by mohlo způsobit utlačení ostatních rostlinných druhů. Hlavním zdrojem znečištění místních vod jsou plochy v okolí rezervace, kde nemůžeme vyloučit přihnojování a užívání pesticidů.
Co se týká způsobu managementu oblasti, louky jsou pravidelně koseny, ať už ručně nebo pomocí lehké mechanizace. Tůně se udržují ručním vytrháváním vegetace. V horizontu pěti let dochází k letnění rybníků, přičemž zůstanou vždy minimálně dva měsíce se sníženou úrovní vodní hladiny. Na tento pětiletý cyklus je nutno adaptovat i veškeré hospodářské úkony včetně obsádky.

## Turismus

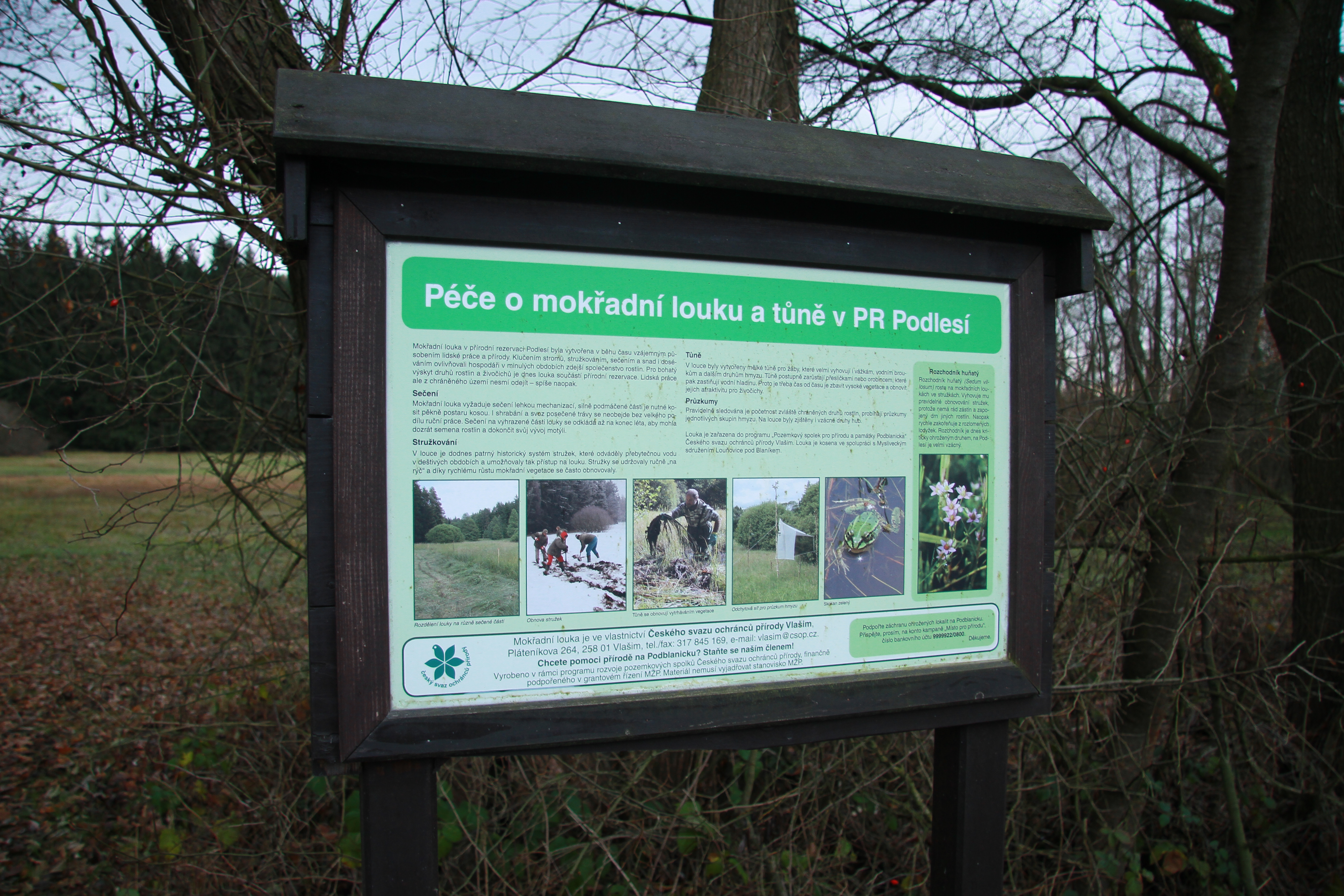
Informační tabule naučné stezky Malý Blaník – PR Podlesí

PR Podlesí z turistického hlediska zaujímá velmi výhodnou pozici, neboť je součástí CHKO Blaník, není tedy ojedinělou přírodní památkou v okolí a její návštěvu lze spojit s příjemným celodenním výletem po celém krajinném útvaru Podblanicka. Území je také velmi příhodně a viditelně označeno, jelikož je součástí naučné stezky Malý Blaník - Podlesí, která má hned několik zastávek. Informační tabule, které poskytují jak obecné informace, tak i zamýšlenou strategii ochrany PR, dávají prostor turistům pro vzdělání v oblasti péče o místí krajinu. Podlesí je tedy vhodný tip na krásný výlet pro milovníky přírody, ale také i pro rodiny s dětmi. Oblast je velmi dobře dostupná hromadnou dopravou i autem, které je možné zanechat přímo na parkovišti pod vrcholem Velký Blaník, což turistům umožňuje užít si romantický pěší výlet. Oblast je vhodná k návštěvě v jakémkoliv ročním období, protože místní krajina má rozhodně co nabídnout v každé své podobě.   